# Giancarlo Bercellino
Giancarlo Bercellino (Gattinara, Provincia de Vercelli, Italia, 9 de octubre de 1941) es un exfutbolista italiano. Se desempeñaba en la posición de defensa. Su hermano Silvino Bercellino también fue futbolista profesional.

## Selección nacional
Fue internacional con la selección de fútbol de Italia en 6 ocasiones. Debutó el 1 de mayo de 1965, en un encuentro ante la selección de Gales que finalizó con marcador de 4-1 a favor de los italianos.

### Participaciones en Eurocopas
| Eurocopa      | Sede   | Resultado |
| ------------- | ------ | --------- |
| Eurocopa 1968 | Italia | Campeón   |

## Clubes
| Club               | País   | Año         |
| ------------------ | ------ | ----------- |
| Alessandria Calcio | Italia | 1960 - 1961 |
| Juventus F. C.     | Italia | 1961 - 1969 |
| Brescia Calcio     | Italia | 1969 - 1970 |

## Palmarés

### Campeonatos nacionales
| Título      | Club           | País   | Año     |
| ----------- | -------------- | ------ | ------- |
| Copa Italia | Juventus F. C. | Italia | 1964-65 |
| Serie A     | Juventus F. C. | Italia | 1966-67 |

### Copas internacionales
| Título   | Equipo              | País   | Año  |
| -------- | ------------------- | ------ | ---- |
| Eurocopa | Selección de Italia | Italia | 1968 |